# 库兹涅奇诺耶
库兹涅奇诺耶（羅馬化：Kuznechnoye）是俄罗斯列宁格勒州的市级镇，属普里奥焦尔斯克区，地处列宁格勒州西北部，距拉多加湖不远。该地位于区行政中心普里奥焦尔斯克、州府圣彼得堡及加特契纳西北方，靠近该州与卡累利阿共和国的边界。镇内设有同名铁路车站。
1948年之前以芬兰语称卡尔拉赫季（Каарлахти）；1961年设工人村（市级镇）。该地2021年人口有3,994人；2010年人口4,458；2002年人口4,738；1989年人口5,017。